# Hyperboloid

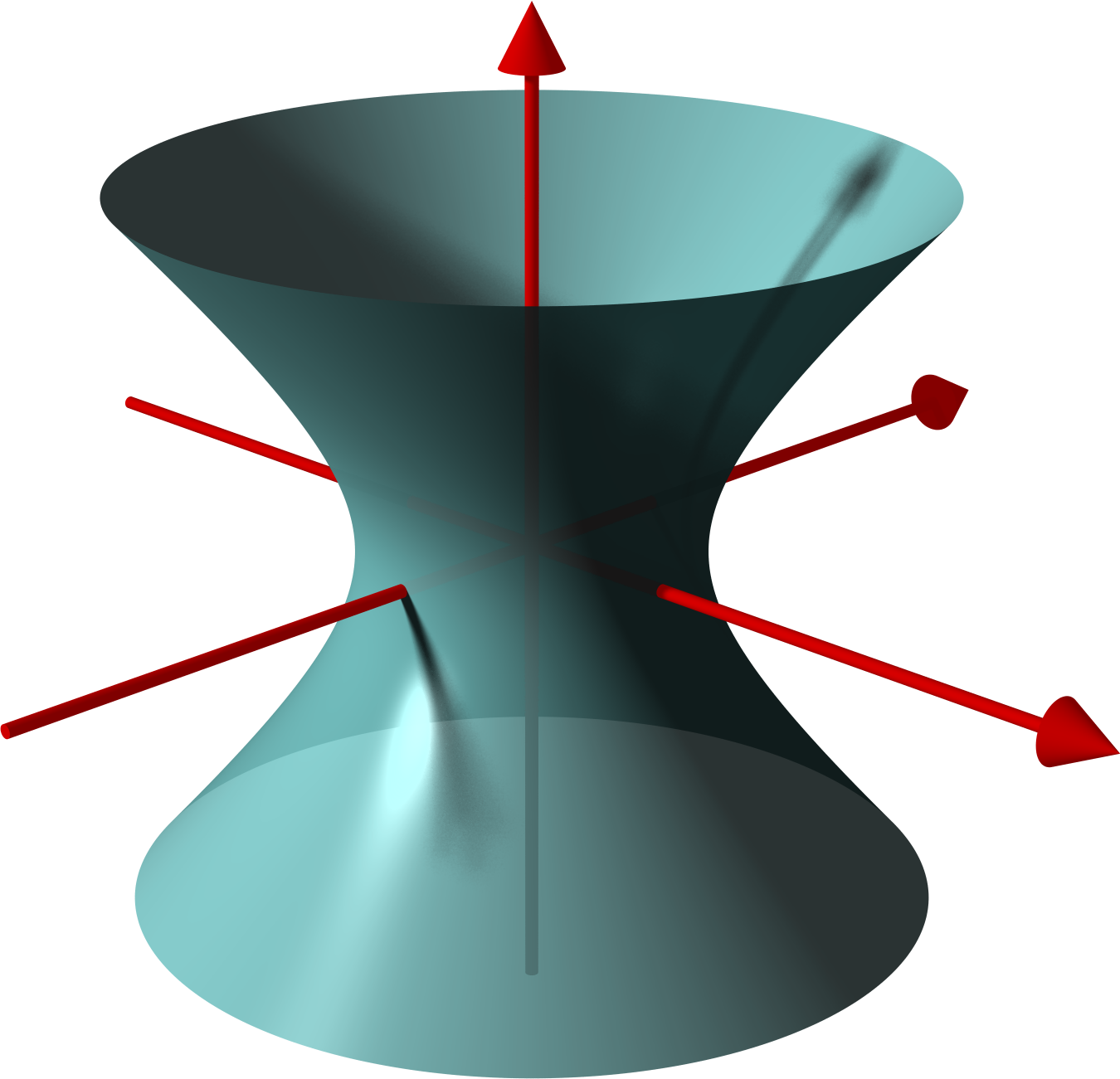
Einschaliges Hyperboloid

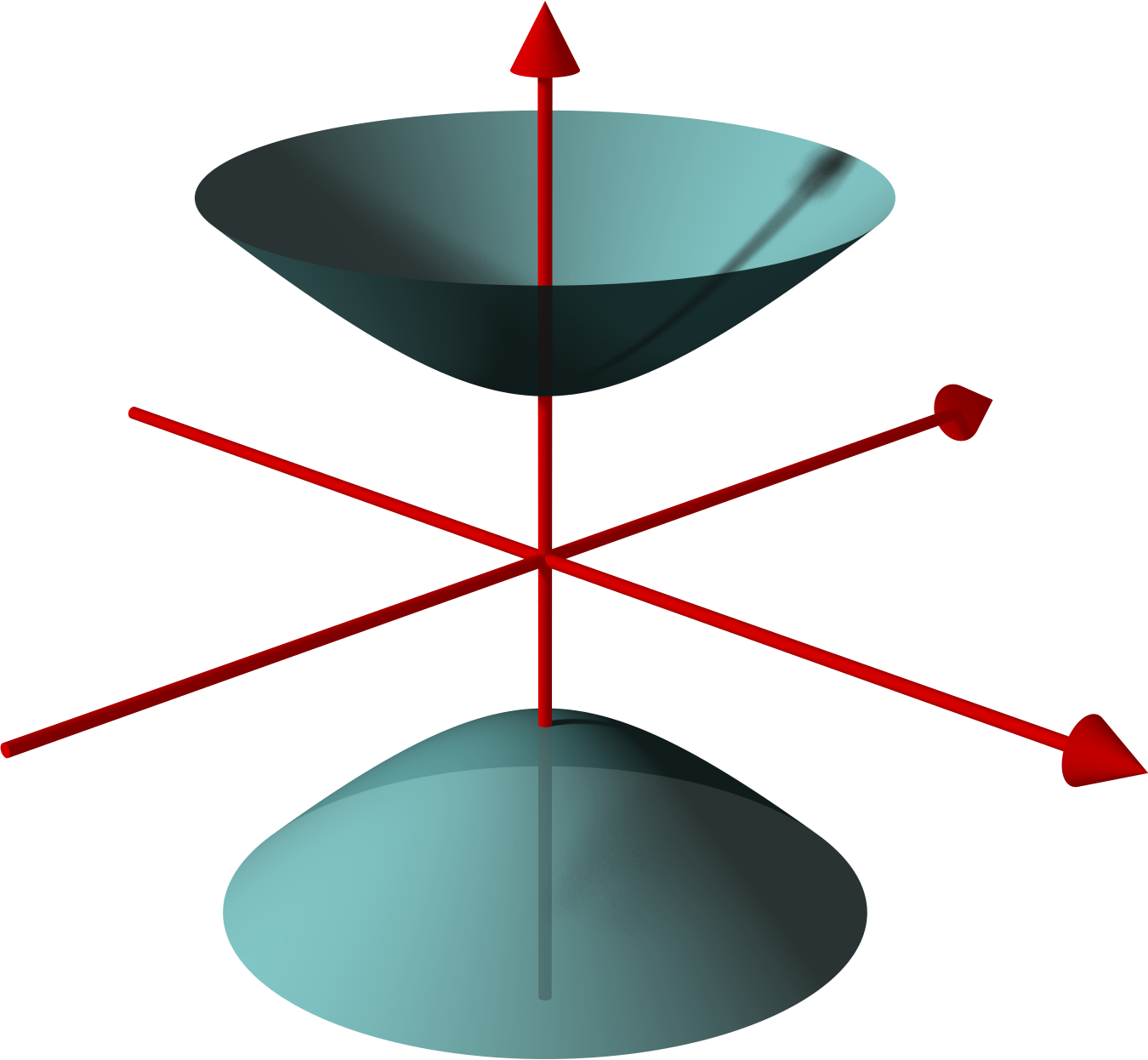
Zweischaliges Hyperboloid

Ein Hyperboloid ist im einfachsten Fall eine Fläche, die durch Rotation einer Hyperbel um eine ihrer Achsen entsteht (Rotationsfläche).
- Bei Rotation einer Hyperbel um ihre Nebenachse entsteht ein einschaliges Hyperboloid. Es besteht aus einem zusammenhängenden Flächenstück.
- Bei Rotation einer Hyperbel um ihre Hauptachse entsteht ein zweischaliges Hyperboloid. Es besteht aus zwei getrennten Flächenstücken.

Beide Flächen lassen sich durch eine quadratische Gleichung – analog zu den Gleichungen von Ellipse und Hyperbel – beschreiben. Sie sind deshalb Spezialfälle von Quadriken (z. B. Kugel, Kegel, Paraboloid) und werden typischerweise von Ebenen in Kegelschnitten geschnitten.
Ein wesentlicher Unterschied zwischen einem einschaligen und einem zweischaligen Hyperboloid ist, dass das einschalige Hyperboloid Geraden enthält, es also eine Regelfläche ist, das zweischalige nicht.
Diese Eigenschaft macht das einschalige Hyperboloid für Architekten und Bauingenieure interessant, da sich einschalige Hyperboloide leicht aus Geraden modellieren lassen. Einige Kühltürme haben die Form eines einschaligen Hyperboloids. Auch im Maschinenbau finden einschalige Hyperboloide Verwendung bei Hyperboloidgetrieben, Einschalige Hyperboloide spielen auch in der synthetischen Geometrie eine Rolle: Eine Minkowski-Ebene ist die Geometrie der ebenen Schnitte eines einschaligen Hyperboloids. Während das einschalige Hyperboloid von Tangentialebenen in zwei sich schneidenden Geraden geschnitten wird (siehe unten), hat ein zweischaliges Hyperboloid mit Tangentialebenen immer nur einen Punkt gemeinsam und ist deshalb geometrisch mehr mit einer Kugel verwandt.

## Eigenschaften

### Einschaliges Einheitshyperboloid

Einschaliges Hyperboloid: Erzeugung durch Rotation einer Hyperbel (oben) bzw. einer Geraden (unten: rot oder blau)

Einschaliges Hyperboloid: ebene Schnitte

Lässt man die Hyperbel {\displaystyle x^{2}-z^{2}=1} in der x-z-Ebene um die z-Achse rotieren (siehe Abbildung), so erhält man das einschalige Einheits-Hyperboloid mit der Gleichung
{\displaystyle H_{1}\colon \ x^{2}+y^{2}-z^{2}=1}.
Bei der Rotation wird {\displaystyle x^{2}} durch {\displaystyle x^{2}+y^{2}} ersetzt.
Das einschalige Einheits-Hyperboloid ergibt sich durch Rotation des Graphen der Funktion {\displaystyle f(z)={\sqrt {z^{2}+1}}} um die {\displaystyle z}-Achse. Für die Ableitung gilt {\displaystyle f'(z)={\frac {z}{\sqrt {z^{2}+1}}}}. Das Volumen und die Oberfläche für ein einschalige Einheits-Hyperboloid mit der Höhe {\displaystyle h} ergeben sich nach den Guldinschen Regeln mithilfe von Integralen.

#### Volumen
{\displaystyle V=\pi \int _{0}^{h}(f(z))^{2}\ \mathrm {d} z=\pi \int _{0}^{h}z^{2}+1\ \mathrm {d} z=\pi \left({\frac {h^{3}}{3}}+h\right)={\frac {\pi }{3}}\left(h^{3}+3h\right)}

#### Oberfläche
{\displaystyle {\begin{aligned}A&=2\pi \int _{0}^{h}f(z){\sqrt {1+\left(f'(z)\right)^{2}}}\ \mathrm {d} z\\&=2\pi \int _{0}^{h}{\sqrt {z^{2}+1}}{\sqrt {1+\left({\frac {z}{\sqrt {z^{2}+1}}}\right)^{2}}}\ \mathrm {d} z\\&=2\pi \int _{0}^{h}{\sqrt {2z^{2}+1}}\ \mathrm {d} z\\&=2\pi \left({\frac {1}{2}}z{\sqrt {2z^{2}+1}}+{\frac {1}{2{\sqrt {2}}}}\ln \left({\sqrt {2}}z+{\sqrt {2z^{2}+1}}\right){\Big |}_{z=0}^{z=h}\right)\\&=\pi \left(h{\sqrt {2h^{2}+1}}+{\frac {1}{\sqrt {2}}}\ln \left({\sqrt {2}}h+{\sqrt {2h^{2}+1}}\right)\right)\end{aligned}}}

#### Parameterdarstellung
Offensichtlich ist jeder Höhenschnitt mit einer Ebene {\displaystyle z=z_{0}} ein Kreis mit Radius {\displaystyle {\sqrt {1+z_{0}^{2}}}}. Der Schnitt der Ebene {\displaystyle x=1} liefert die beiden Schnittgeraden {\displaystyle (1,t,\pm t)^{\top },t\in \mathbb {R} }. Durch Rotation dieser Geraden erhält man Parameterdarstellungen aller Geraden auf dem Hyperboloid:
{\displaystyle g_{\alpha }^{\pm }:{\vec {x}}(t)={\begin{pmatrix}\cos \alpha \\\sin \alpha \\0\end{pmatrix}}+t\cdot {\begin{pmatrix}-\sin \alpha \\\cos \alpha \\\pm 1\end{pmatrix}}\ ,\quad t\in \mathbb {R} ,\ 0\leq \alpha \leq 2\pi }
Das einschalige Hyperboloid {\displaystyle H_{1}} lässt sich also auch durch Rotation der Geraden {\displaystyle g_{0}^{+}} oder {\displaystyle g_{0}^{-}} (windschief zur Rotationsachse) erzeugen (siehe Abbildung). Diese Aussage wird in der Literatur als Satz von Wren bezeichnet.

#### Tangentialebenen
Die Gleichung der Tangentialebene einer implizit durch {\displaystyle f(x,y,z)=0} gegebenen Fläche in einem Punkt {\displaystyle {\vec {x}}_{0}=(x_{0},y_{0},z_{0})} ist {\displaystyle f_{x}({\vec {x}}_{0})(x-x_{0})+f_{y}({\vec {x}}_{0})(y-y_{0})+f_{z}({\vec {x}}_{0})(z-z_{0})=0}.
Für {\displaystyle H_{1}} ergibt sich
{\displaystyle x_{0}x+y_{0}y-z_{0}z-1=0\ .}

#### Ebene Schnitte
- Ebenen mit einer Neigung kleiner 1 (1 ist die Neigung der Geraden auf dem Hyperboloid) schneiden {\displaystyle H_{1}} in einer Ellipse,
- Ebenen mit einer Neigung gleich 1 durch den Koordinatenursprung schneiden {\displaystyle H_{1}} in einem parallelen Geradenpaar,
- Ebenen mit einer Neigung gleich 1 nicht durch den Koordinatenursprung schneiden {\displaystyle H_{1}} in einer Parabel,
- Tangentialebenen schneiden {\displaystyle H_{1}} in einem sich schneidenden Geradenpaar,
- Ebenen mit einer Neigung größer 1, die keine Tangentialebenen sind, schneiden {\displaystyle H_{1}} in einer Hyperbel.[4]

Eine Ebene, die eine Hyperboloid-Gerade {\displaystyle e} enthält, ist entweder eine Tangentialebene und enthält damit eine zweite {\displaystyle e} schneidende Hyperboloid-Gerade oder enthält eine zu {\displaystyle e} parallele Hyperboloid-Gerade und ist damit Tangentialebene in einem Fernpunkt.

#### Affine Bilder
Analog wie eine beliebige Ellipse als affines Bild des Einheitskreises aufgefasst werden kann, ist ein beliebiges einschaliges Hyperboloid das affine Bild des Einheitshyperboloids {\displaystyle H_{1}}. Die einfachsten affinen Bilder erhält man durch Skalierung der Koordinatenachsen
{\displaystyle {\frac {x^{2}}{a^{2}}}+{\frac {y^{2}}{b^{2}}}-{\frac {z^{2}}{c^{2}}}=1\ ,\ a,b,c>0.}
Im Fall {\displaystyle a=b} sind die Höhenschnitte Kreise. Andernfalls sind es Ellipsen. Ein solches Hyperboloid nennt man einschaliges Rotationshyperboloid. Dass ein beliebiges einschaliges Hyperboloid auch immer Kreise enthält, wird in Kreisschnittebene gezeigt.
Da ein beliebiges einschaliges Hyperboloid Geraden enthält, ist es eine Regelfläche. Da jede Tangentialebene eines einschaligen Hyperboloids in der Nähe seines Berührpunktes die Fläche schneidet, hat es eine negative Gaußsche Krümmung und ist deswegen nicht abwickelbar, im Gegensatz zu den Regelflächen Kegel und Zylinder, die die Gaußsche Krümmung 0 haben. Aus der üblichen Parameterdarstellung einer Hyperbel mit Hyperbelfunktionen erhält man die folgende Parameterdarstellung des Hyperboloids {\displaystyle {\tfrac {x^{2}}{a^{2}}}+{\tfrac {y^{2}}{b^{2}}}-{\tfrac {z^{2}}{c^{2}}}=1:}
{\displaystyle {\vec {x}}(s,t)={\begin{pmatrix}a\cosh s\cos t\\b\cosh s\sin t\\c\sinh s\end{pmatrix}},\quad s\in \mathbb {R} ,\ 0\leq t\leq 2\pi }

Erzeugung eines einschaligen Rotationshyperboloids durch Rotation einer Gerade (rot)

Die Oberfläche kann durch Rotation einer Geraden erhalten werden. Die Gerade mit der Parametergleichung
{\displaystyle {\vec {x}}(u)={\begin{pmatrix}r\\0\\0\end{pmatrix}}+u{\begin{pmatrix}0\\\cos(\gamma )\\\sin(\gamma )\end{pmatrix}}}
ist parallel zur y-z-Ebene, hat den Abstand {\displaystyle r} zur z-Achse und den Steigungswinkel {\displaystyle \gamma } gegenüber der x-y-Ebene (siehe Bild).
Lässt man diese Gerade um die z-Achse rotieren, erhält man eine Fläche mit der Parametergleichung
{\displaystyle {\vec {x}}(u,v)={\begin{pmatrix}r\cos(v)\\r\sin(v)\\0\end{pmatrix}}+u{\begin{pmatrix}-\cos(\gamma )\sin(v)\\\cos(\gamma )\cos(v)\\\sin(\gamma )\end{pmatrix}}}.
Man rechnet nach, dass im Fall {\displaystyle \;0<\gamma <\pi /2\;} die Koordinaten der Flächenpunkte die obige Gleichung eines Rotationshyperboloids mit {\displaystyle \;c=r\tan \gamma \;} erfüllt. Außerdem erkennt man: die Gerade mit dem Steigungswinkel {\displaystyle -\gamma } erzeugt dasselbe Hyperboloid (s. Bild). Durch jeden Punkt des Hyperboloids gehen also zwei Geraden (Stangen), was die Stabilität eines Modells erheblich steigert.

(Im Fall {\displaystyle \gamma =0} liegt die Gerade in der x-y-Ebene und überstreicht das Äußere des Kreises mit der Gleichung {\displaystyle x^{2}+y^{2}=r^{2}}. Falls {\displaystyle \gamma =\pi /2} ist, entsteht ein Zylinder mit Radius {\displaystyle r}.)

#### Homogene Koordinaten
Führt man homogene Koordinaten so ein, dass die Fernebene durch die Gleichung {\displaystyle x_{4}=0} beschrieben wird, muss man {\displaystyle x={\tfrac {x_{1}}{x_{4}}},y={\tfrac {x_{2}}{x_{4}}},z={\tfrac {x_{3}}{x_{4}}}} setzen. Nach Beseitigung des Nenners erhält man die homogene Beschreibung von {\displaystyle H_{1}} durch die Gleichung:
{\displaystyle x_{1}^{2}+x_{2}^{2}-x_{3}^{2}-x_{4}^{2}=0}.
Der Schnitt des Hyperboloids mit der Fernebene {\displaystyle x_{4}=0} ist ein Kreis.
Die Umformung zu {\displaystyle (x_{1}-x_{3})(x_{1}+x_{3})+(x_{2}-x_{4})(x_{2}+x_{4})=0} und anschließende Einführung neuer Koordinaten {\displaystyle u_{1}=x_{1}-x_{2},\;u_{2}=x_{1}+x_{3},\;u_{3}=x_{2}-x_{4},\;u_{4}=x_{2}+x_{4}\;} liefert die Beschreibung des einschaligen Hyperboloids in homogenen Koordinaten durch die Gleichung
{\displaystyle u_{1}u_{2}+u_{3}u_{4}=0\ .}
In den neuen Koordinaten schneidet die Ebene {\displaystyle u_{4}=0} das Hyperboloid in zwei Geraden.
Führt man jetzt wieder affine Koordinaten durch {\displaystyle x={\tfrac {u_{1}}{u_{4}}},y={\tfrac {u_{2}}{u_{4}}},z={\tfrac {u_{3}}{u_{4}}}} ein, erhält man die Gleichung eines hyperbolischen Paraboloids:
{\displaystyle z=-xy\ .}
Dies zeigt: Ein einschaliges Hyperboloid ist projektiv äquivalent zu einem hyperbolischen Paraboloid.

### Zweischaliges Hyperboloid

#### Zweischaliges Einheitshyperboloid

Zweischaliges Hyperboloid: Erzeugung durch Rotation einer Hyperbel

Zweischaliges Hyperboloid: ebene Schnitte

Lässt man die Hyperbel {\displaystyle -x^{2}+z^{2}=1} in der {\displaystyle x}-{\displaystyle z}-Ebene um die {\displaystyle z}-Achse rotieren (siehe Abbildung), so erhält man das zweischalige Einheits-Hyperboloid mit der Gleichung {\displaystyle -x^{2}-y^{2}+z^{2}=1} oder in üblicher Form
{\displaystyle H_{2}\colon \ x^{2}+y^{2}-z^{2}=-1}.
Der Schnitt der Ebene {\displaystyle z=z_{0}} mit {\displaystyle H_{2}} ist ein Kreis (falls {\displaystyle z_{0}^{2}>1}) oder ein Punkt (falls {\displaystyle z_{0}=\pm 1}) oder leer (falls {\displaystyle z_{0}^{2}<1}). {\displaystyle H_{2}} besteht aus zwei Teilen, entsprechend den zwei Teilen der Hyperbel.
Das zweischalige Einheits-Hyperboloid ergibt sich durch Rotation des Graphen der Funktion {\displaystyle f(z)={\sqrt {z^{2}-1}}} um die {\displaystyle z}-Achse. Für die Ableitung gilt {\displaystyle f'(z)={\frac {z}{\sqrt {z^{2}-1}}}}. Das Volumen und die Oberfläche für ein zweischalige Einheits-Hyperboloid mit der Höhe {\displaystyle h-1} ergeben sich nach den Guldinschen Regeln mithilfe von Integralen.

#### Volumen
{\displaystyle V=\pi \int _{1}^{h}(f(z))^{2}\ \mathrm {d} z=\pi \int _{1}^{h}z^{2}-1\ \mathrm {d} z=\pi \left({\frac {h^{3}}{3}}-h+{\frac {2}{3}}\right)={\frac {\pi }{3}}\left(h^{3}-3h+2\right)}

#### Oberfläche
{\displaystyle {\begin{aligned}A&=2\pi \int _{0}^{h}f(z){\sqrt {1+\left(f'(z)\right)^{2}}}\ \mathrm {d} z\\&=2\pi \int _{0}^{h}{\sqrt {z^{2}-1}}{\sqrt {1+\left({\frac {z}{\sqrt {z^{2}-1}}}\right)^{2}}}\ \mathrm {d} z\\&=2\pi \int _{0}^{h}{\sqrt {2z^{2}-1}}\ \mathrm {d} z\\&=2\pi \left({\frac {1}{2}}z{\sqrt {2z^{2}-1}}-{\frac {\sqrt {2}}{2}}\ln \left({\sqrt {2}}z+{\sqrt {2z^{2}-1}}\right){\Big |}_{z=0}^{z=h}\right)\\&=\pi \left(h{\sqrt {2h^{2}-1}}-{\sqrt {2}}\ln \left({\sqrt {2}}h+{\sqrt {2h^{2}-1}}\right)\right)\end{aligned}}}

#### Tangentialebenen
Die Tangentialebene von {\displaystyle H_{2}} in einem Punkt {\displaystyle (x_{0},y_{0},z_{0})} hat die Gleichung (siehe oben)
- {\displaystyle x_{0}x+y_{0}y-z_{0}z+1=0\ .}

#### Ebene Schnitte
- Ebenen mit einer Neigung kleiner 1 (Neigung der Asymptoten der erzeugenden Hyperbel) schneiden {\displaystyle H_{2}} entweder in einer Ellipse oder in einem Punkt oder nicht,
- Ebenen mit einer Neigung gleich 1 und durch den Koordinatenursprung schneiden {\displaystyle H_{2}} nicht,
- Ebenen mit einer Neigung gleich 1 und nicht durch den Koordinatenursprung schneiden {\displaystyle H_{2}} in einer Parabel,
- Ebenen mit einer Neigung größer 1 schneiden {\displaystyle H_{2}} in einer Hyperbel.[5]

#### Affine Bilder
Ein beliebiges zweischaliges Hyperboloid ist das affine Bild des Einheitshyperboloids {\displaystyle H_{2}}. Die einfachsten affinen Bilder erhält man durch Skalierung der Koordinatenachsen:
{\displaystyle {\frac {x^{2}}{a^{2}}}+{\frac {y^{2}}{b^{2}}}-{\frac {z^{2}}{c^{2}}}=-1\ ,\ a,b,c>0.}
Im Fall {\displaystyle a=b} sind die Höhenschnitte Kreise. Andern falls sind es Ellipsen. Ein solches Hyperboloid nennt man zweischaliges Rotationshyperboloid. Dass ein beliebiges zweischaliges Hyperboloid auch immer Kreise enthält, wird in Kreisschnittebene gezeigt.
Für ein zweischaliges Hyperboloid {\displaystyle {\tfrac {x^{2}}{a^{2}}}+{\tfrac {y^{2}}{b^{2}}}-{\tfrac {z^{2}}{c^{2}}}=-1} ergibt sich die folgende Parameterdarstellung:
{\displaystyle {\vec {x}}(s,t)={\begin{pmatrix}a\sinh s\cos t\\b\sinh s\sin t\\\pm \,c\cosh s\end{pmatrix}},\quad s\in \mathbb {R} ,\ 0\leq t\leq 2\pi }

#### Homogene Koordinaten
Führt man wie bei {\displaystyle H_{1}} homogene Koordinaten ein, erhält man die homogene Beschreibung von {\displaystyle H_{2}} durch die Gleichung:
{\displaystyle x_{1}^{2}+x_{2}^{2}-x_{3}^{2}+x_{4}^{2}=0}.
Vertauscht man die Koordinaten {\displaystyle x_{3},x_{4}} und kehrt wieder zu affinen Koordinaten zurück, ergibt sich die Gleichung der Einheitskugel:
{\displaystyle x^{2}+y^{2}+z^{2}=1\ .}
Dies zeigt: Ein zweischaliges Hyperboloid ist projektiv äquivalent zu einer Kugel.

## Symmetrieeigenschaften
Wie Ellipsen und Hyperbeln haben auch Hyperboloide Scheitel und Nebenscheitel und Symmetrien. Die Hyperboloide {\displaystyle {\frac {x^{2}}{a^{2}}}+{\frac {y^{2}}{b^{2}}}-{\frac {z^{2}}{c^{2}}}=1,\quad {\frac {x^{2}}{a^{2}}}+{\frac {y^{2}}{b^{2}}}-{\frac {z^{2}}{c^{2}}}=-1\ }sind offensichtlich
- punktsymmetrisch zum Koordinatenursprung,
- symmetrisch zu den Koordinatenebenen sowie
- rotationssymmetrisch zur z-Achse und symmetrisch zu jeder Ebene durch die z-Achse, falls {\displaystyle a=b} ist.

## Doppelkegel

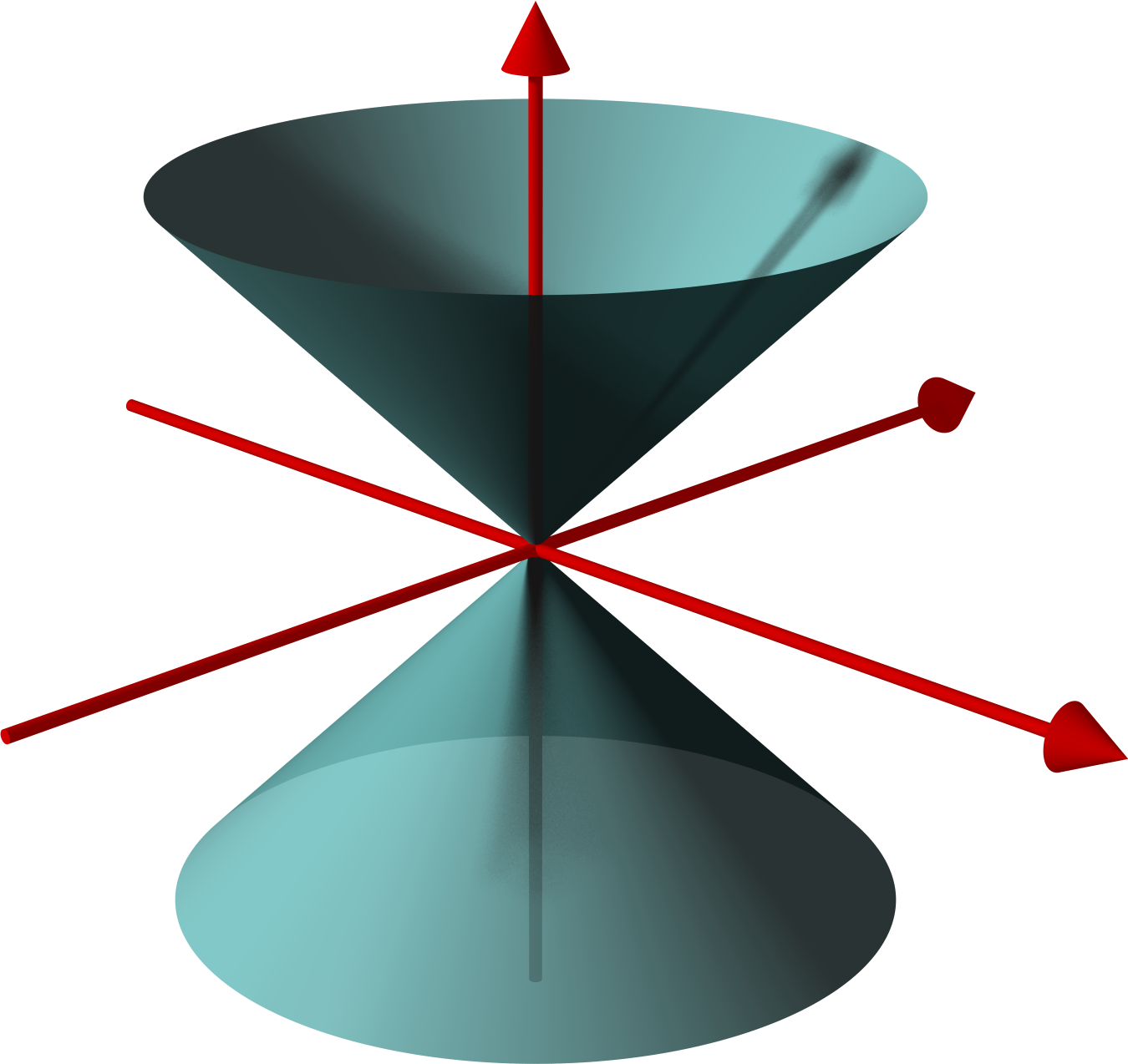
Doppelkegel

Den Doppelkegel {\displaystyle x^{2}+y^{2}-z^{2}=0} kann man als Grenzfläche zwischen den Scharen von einschaligen bzw. zweischaligen Hyperboloiden {\displaystyle x^{2}+y^{2}-z^{2}=c^{2}} bzw. {\displaystyle x^{2}+y^{2}-z^{2}=-c^{2}} auffassen. Er entsteht durch Rotation der gemeinsamen Asymptoten der Erzeuger-Hyperbeln.

## Gemeinsame Parameterdarstellung
Es gibt verschiedene Möglichkeiten. Hyperboloide zu parametrisieren. Eine einfache Möglichkeit, das einschalige und zweischalige Hyperboloid und den Kegel zu parametrisieren, ist:
{\displaystyle {\vec {x}}(s,t)={\begin{pmatrix}a\ {\sqrt {s^{2}+d}}\ \cos t\\b\ {\sqrt {s^{2}+d}}\ \sin t\\cs\end{pmatrix}}}
Für {\displaystyle d=1} ergibt sich ein einschaliges, für {\displaystyle d=-1} ein zweischaliges Hyperboloid und für {\displaystyle d=0} ein Doppelkegel.

## Architektur

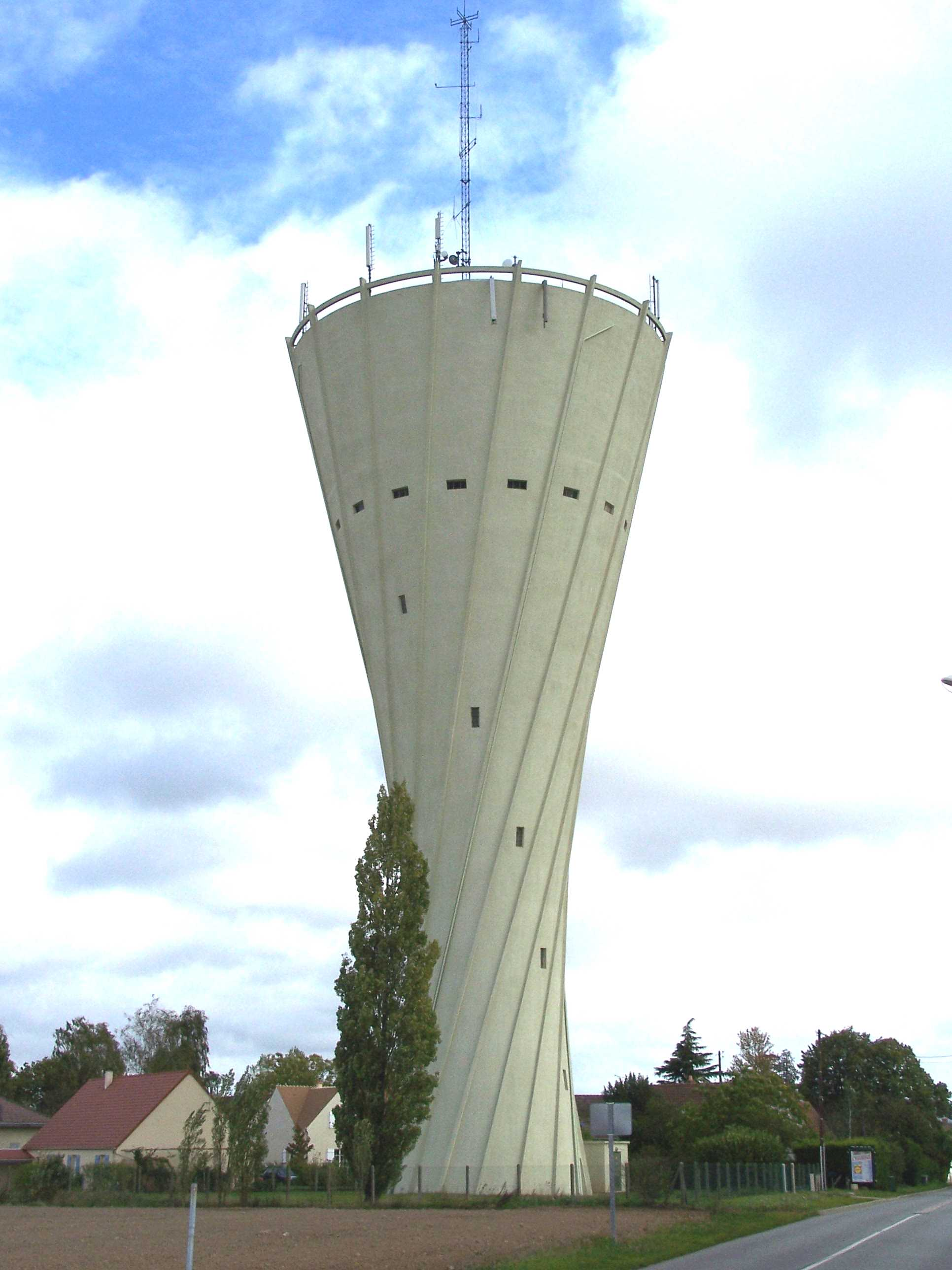
Wasserturm in Frankreich in Form eines einschaligen Rotationshyperboloids

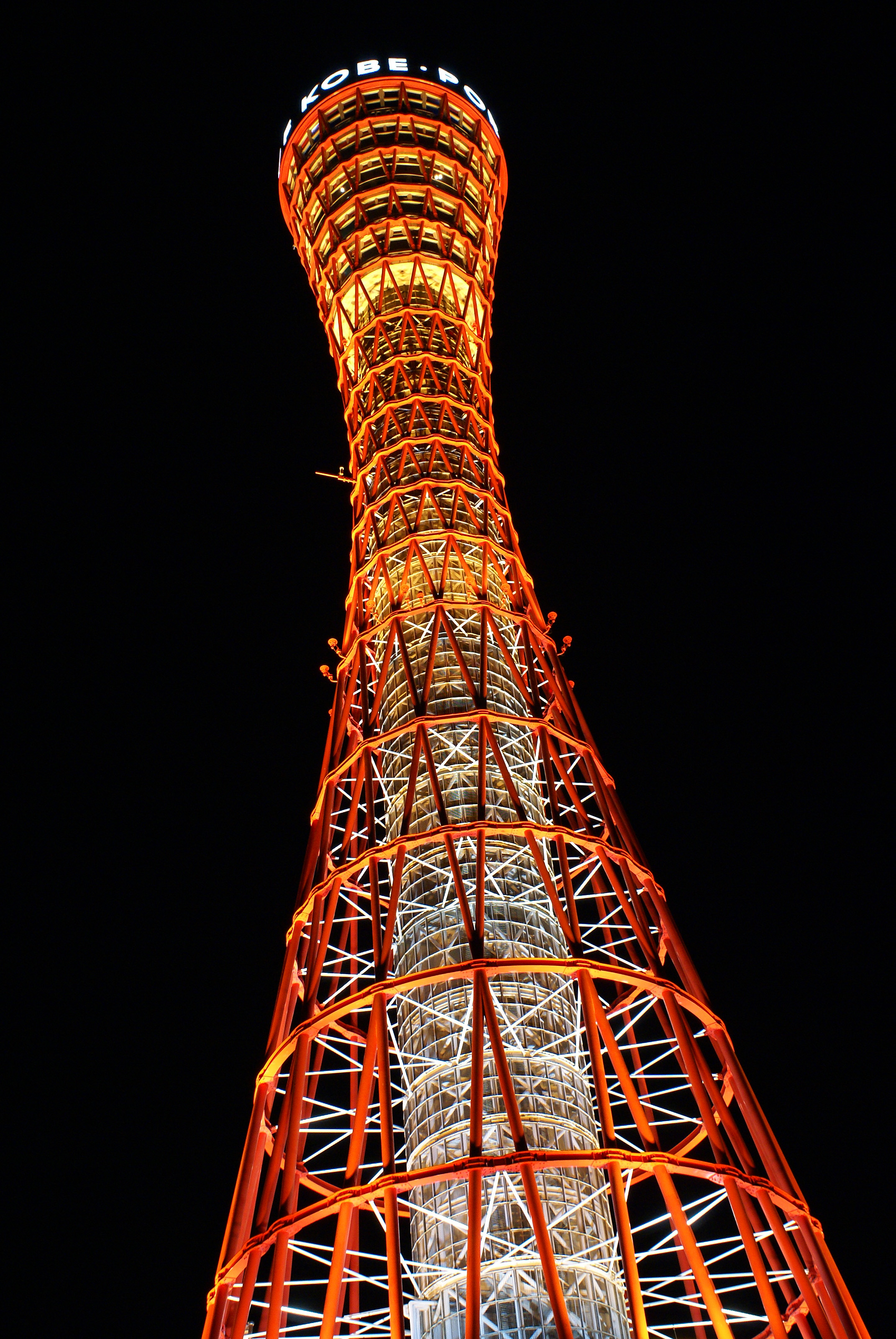
Hafenturm in Kobe (Japan) in Form eines einschaligen Rotationshyperboloids

Die Form des Rotationshyperboloids wird unter anderem im Bauwesen bei Hyperboloidkonstruktionen angewendet. Den ersten Turm der Welt in dieser Form baute Wladimir Schuchow für die Allrussische Industrie- und Handwerksausstellung 1896.
Der Architekt Antoni Gaudí verwendete die Form als gestalterisches Konstruktionsprinzip. Auch das Kunstwerk Mae West in München ist ein 52 Meter hoher Rotationshyperboloid aus kohlenstofffaserverstärktem Kunststoff.